# Riton
Riton (perz. تکوک: „Takuk“; grč. rhytos) je drevna posuda za čuvanje tekućina namijenjenih za obrede. 

## Pretpovijesni riton
Danilska kultura prepoznaje se po keramičkom ritonu karakteristična oblika - on je ukrašena posuda na četiri noge s velikom ručkom za nošenje.

## Povijesni riton
Najčešće se radi o bogato ukrašenim posudama izrađenim od plemenitih kovina poput zlata ili srebra. Prvotni ritoni datiraju iz antičkog Perzijskog Carstva, a njihova upotreba se u 5. stoljeću pr. Kr. proširila i na Grčku, gdje su umjetnici kopirali i oponašali perzijske rukotvorine.

## Poveznice
- Perzepolis
- Ekbatana
- Umjetnost stare Grčke

## Vanjske poveznice
- Riton (YourDictionary.com)
- Janine Bakker: Perzijski utjecaj na Grčku (Iran Chamber)